# Міленко Вукадинович
Міленко Вукадинович (серб. Миленко Вукадиновић, 28 лютого 1971) — сербський футбольний арбітр. Арбітр ФІФА та УЄФА з 2011 по 2014 рік. Обслуговував матчі в Суперлізі з 2006 по 2014 роки.

## Суддівська кар'єра
5 серпня 2006 року Вукадинович відсудив свій перший матч у сербському першому дивізіоні. Матч між командами «Бежанія» та «Партизан» завершився з рахунком 3–4 на користь «Партизана». У цьому матчі він дав одну жовту картку.
Через п'ять років, 19 липня 2011 року, Вукадинович відсудив свій перший матч у Лізі чемпіонів УЄФА. «ГБ Торсгавн» і «Мальме» зустрілися у другому раунді 1–1. У цьому матчі сербський арбітр показав три жовті картки. Його перший матч у Лізі Європи УЄФА відбувся 12 липня 2012 року, коли команда «НСІ Рунавік» програла 0–3 «Дифферданж 03» у першому раунді. У цьому матчі Вукадинович чотири рази давав жовту картку гравцеві.
10 травня 2006 року судив фінал Кубка Сербії та Чорногорії 2005—2006.